# Дзеро Бранко
Дзѐро Бра̀нко (на италиански: Zero Branco; на венециански: Zero, Зеро) е град и община в Северна Италия, провинция Тревизо, регион Венето. Разположен е на 18 m надморска височина. Населението на общината е 11 010 души (към 2014 г.).